# 河沼郡
河沼郡（日语：／ Kawanuma gun */?）是福島縣的一郡。人口36,117人、面積323.65 km²（2003年）。
現轄有以下2町、1村。
- 會津坂下町
- 柳津町
- 湯川村